# スヴェイン・ビョルンソン
スヴェイン・ビョルンソン（アイスランド語: Sveinn Björnsson、1881年2月27日 - 1952年1月25日）は、20世紀前半のアイスランドの政治家。初代大統領。
デンマークのコペンハーゲンに生まれた。1912年にレイキャヴィーク市議会議員になり、1918年から1920年まで同議会の議長を務めた。1914年から1916年と1920年に国会（アルシング）議員、駐デンマーク公使を経て、1941年にアイスランド王国の摂政となる。
1944年にアイスランド共和国の初代大統領に就任、1945年と1949年に対抗候補なしで再選され、1952年に死去するまで同職を務めた。

## 家族
6人の子を儲けたが、そのうち長男ビョルン・スヴェインソンはナチス・ドイツの武装親衛隊に入隊し、デンマークに駐留した。戦後捕虜となるがナチス関与についての訴追を受けずに1946年に釈放され、アイスランドに帰国している。